# Стандартна модель

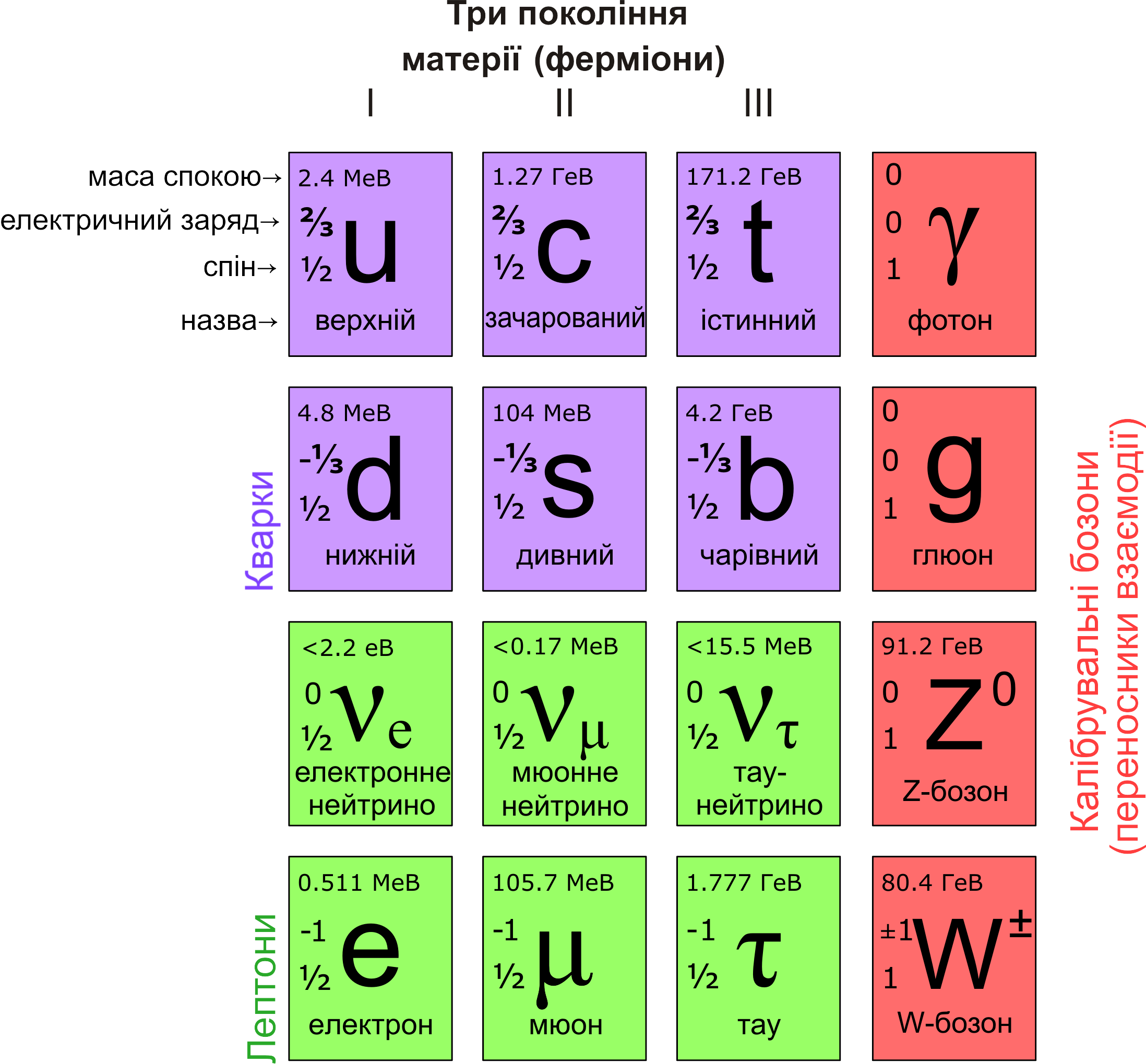

Взаємодія між істинно елементарними частинками (полями) у Стандартній моделі. Важливо, що деякі поля мають самодію, тобто взаємодіють з собою.

Станда́ртна моде́ль у фізиці елементарних частинок — теоретична конструкція, що описує електромагнітну,
слабку і сильну взаємодію всіх елементарних частинок.
Стандартна модель не є теорією всього, бо не описує темну матерію, темну енергію і не включає в себе гравітацію. Експериментальне підтвердження існування проміжних векторних бозонів в середині 80-х років завершило побудову Стандартної моделі і її прийняття як основну у фізиці елементарних частинок. Необхідність незначного розширення моделі виникла в 2002 році після виявлення нейтринних осциляцій, а підтвердження існування бозона Хіггса в 2012 році завершило експериментальне виявлення частинок, що передбачаються Стандартною моделлю. Всього модель описує 61 частинку.

## Основні положення
Стандартна модель складається з таких тверджень.
- Вся речовина складається з 12 фундаментальних частинок — ферміонів: 6 лептонів (електрон, мюон, тау-лептон, і три сорти нейтрино) і 6 кварків (u, d, s, c, b, t), які можна об'єднати в три покоління ферміонів.
- Кварки беруть участь в сильних, слабких та електромагнітних взаємодіях; заряджені лептони (електрон, мюон, тау-лептон) — в слабких і електромагнітних; нейтрино — тільки в слабких взаємодіях.
- Всі три типи взаємодій виникають як наслідок постулату, що наш світ симетричний щодо трьох типів калібрувальних перетворень.

Частинками-носіями взаємодій є:
- - 8 глюонів для сильної взаємодії (група симетрії SU(3))
  - 3 важкі калібрувальні бозони (W+, W−, Z0) для слабкої взаємодії (група симетрії SU(2))
  - один фотон для електромагнітної взаємодії (група симетрії U(1)).
- Маса частинок пояснюється їхньою взаємодією з полем Хіггса, квантом якого є бозон Хіггса.
- На відміну від електромагнітної і сильної, слабка взаємодія може змішувати ферміони з різних поколінь, що призводить до нестабільності всіх частинок, за винятком найлегших, і до таких ефектів, як CP-порушення і осциляції нейтрино.

Дотепер всі прогнози Стандартної моделі підтверджувалися експериментами, іноді з фантастичною точністю в мільйонні частки відсотка. Тільки останніми роками стали з'являтися результати, в яких прогнози Стандартної моделі злегка розходяться з експериментом.
Водночас, очевидно, що Стандартна модель не може бути останнім словом у фізиці елементарних частинок, бо вона містить дуже багато зовнішніх параметрів, а також не включає гравітацію. Тому пошук відхилень від Стандартної моделі — один з найактивніших напрямків дослідження останніми роками. Очікується, що експерименти на Великому адронному колайдері зможуть зареєструвати нові відхилення від Стандартної моделі.

## Основи квантової теорії поля
Як основа Стандартної моделі виступає квантова теорія поля — розділ теоретичної фізики, що вивчає квантовані релятивістські поля. В її рамках усі матеріальні об'єкти представляються полями, кванти яких відповідають частинкам. Усі поля квантової теорії поля лоренц-коваріантні, тобто для них виконуються постулати спеціальної теорії відносності. Крім того від них вимагається спеціальна симетрія щодо локальних перетворень, яку називають калібрувальною інваріантністю, яка дозволяє об'єднати частинки, що спостерігаються в експериментах, в окремі родини і покоління.

## Кварки
Складові адронів — кварки: баріони містять 3 кварки, мезони — кварк і антикварк.
6 ароматів кварків об'єднані в 3 сімейства (покоління), кожне з яких дедалі масивніше. Кварки up-типу (Q=2/3): u, c, t, і кварки down-типу (Q=-1/3): d, s, b.
За кварковою моделлю протон складається з uud, нейтрон — з udd. В 50-х роках було відкрито Δ++, який має спін 3/2 і складається з трьох u-кварків. Це суперечить принципу Паулі: оскільки кварки ферміони, то вони не можуть перебувати в одному квантовому стані (з однаковими усіма квантовими числами). Тому було додано ще одне квантове число (ще один ступінь свободи) — колір, який може набувати значень: зелений (або жовтий), синій і червоний. Назви кольорів вибрано для зручності за аналогією до оптики. В експериментах це квантове число спостерігати не можна, оскільки всі спостережувані частинки є безколірними: баріони складаються з трьох кварків різних кольорів — отримуємо білий колір (як змішування світла), мезони складаються з двох кварків, які мають протилежні кольори (наприклад, червоний і античервоний). Розділ фізики, який вивчає кольорову взаємодію, називається квантова хромодинаміка.

## Проблеми Стандартної моделі
Теоретичними та експериментальними дослідженнями була зроблена спроба розширити Стандартну модель в Об'єднану теорію поля або в теорію всього, тобто в повну теорію, що пояснює всі фізичні явища, включаючи константи. Стандартна модель має ряд недоліків:
- Вона не намагається пояснити гравітацію, хоча теоретична частинка відома як гравітон могла б це зробити, і на відміну від сильної і електрослабкої взаємодій, Стандартна модель не пропонує способу опису загальної теорії відносності, канонічної теорії гравітації, з погляду квантової теорії поля. Причина цього поміж всього іншого полягає в тому, що квантова теорія гравітації перестає працювати в масштабах Планка. Як наслідок, у нас немає надійної теорії раннього Всесвіту;
- Деякі науковці вважають теорію надто спеціальною і неелегантною, оскільки вона вимагає 19 числових констант, значення яких не пов'язані і довільні. Проте Стандартна модель, така якою вона є зараз, можна пояснити, чому у нейтрино є маса, незважаючи на те, що її специфіка досі незрозуміла. Вважається, що пояснення маси нейтрино потребує додаткових 7 або 8 констант, які також будуть довільними параметрами;
- Механізм Хіггса породжує проблему калібрувальної ієрархії, якщо в гру вступає фізика високоенергетичних масштабів. У цьому випадку, для того, щоб порядок слабкої взаємодії був набагато меншим, ніж масштаб Планка, потрібно підігнати багато параметрів. Також постає питання квантової тривіальності, яка припускає, що неможливо створити послідовну квантову теорію поля за участю скалярних елементарних частинок;
- Стандартну модель слід модифікувати таким чином, щоб вона була сумісною з «Стандартною моделлю космології.» Зокрема, стандартна модель не може пояснити кількість видимої холодної темної матерії і дає внесок в темну енергію, який занадто великий (багато порядків). Стандартна модель також не пояснює спостережуване переважання речовини над антиречовиною. Стаціонарність і однорідність видимого Всесвіту і на великих відстанях вимагає механізму космічної інфляції, який також повинен стати розширенням Стандартної моделі.
- Існування ультра-високих енергій космічних променів важко пояснити в рамках Стандартної моделі.

Наразі момент немає перевіреної і всіма прийнятої фізично-математичної теорії, що описує всі відомі фундаментальні взаємодії.

## Симетрії в Стандартній моделі
Стандартна модель побудована на локальній калібрувальній симетрії {\displaystyle SU(3)\times SU(2)\times U(1)}, спонтанно порушеній до {\displaystyle SU(3)\times U(1)} Кожен з трьох параметрів відповідає за конкретний тип взаємодії. Квантова електродинаміка є інваріантною відносно локальних калібрувальних перетворень U(1): лагранжіан інваріантний відносно локальних калібрувальних перетворень {\displaystyle \phi \rightarrow e^{i\Lambda (x,t)}\phi }. Для слабкої взаємодії (поля Янга — Міллса) властива інваріантність відносно неабелевої групи симетрії SU(2):.
{\displaystyle \phi '_{1}=\cos \Lambda _{3}\phi _{1}+\sin \Lambda _{3}\phi _{2}}
{\displaystyle \phi '_{2}=-\sin \Lambda _{3}\phi _{1}+\cos \Lambda _{3}\phi _{2},}
{\displaystyle \phi '_{3}=\phi _{3}.}
Дане калібрувальне перетворення може бути записане у вигляді унітарної матриці 2x2 із визначником рівним одиниці. Відповідно електрослабка взаємодія, як об'єднання електродинаміки із слабкою взаємодією, буде мати симетрію {\displaystyle SU(2)\times U(1)}. Сильні взаємодії описує квантова хромодинаміка для якої властива SU(3) симетрія. Група SU(3) це група матриць 3x3 із визначником, рівним одиниці. В матриці 3x3 дев'ять елементів, вимога рівності одиниці визначника зводить число незалежних елементів до восьми. Ось чому існує 8 глюонів.
Із електрослабкої моделі випливає існування безмасових частинок (W- і Z-бозони), але експериментально доведено, що вони мають масу. Цю проблему розв'язує механізм спонтанного порушення симетрії (механізм Хіггса). Поле Хіггса (бозон Хіггса) надає масу цим безмасовим частинкам. Лагранжіан, що описує поле Хіггса, є інваріантним відносно глобальних калібрувальних перетворень {\displaystyle \Phi \rightarrow e^{i\Lambda }\Phi }.